# Burg Auschwitz
Die Burg Auschwitz (polnisch Zamek w Oświęcimiu) befindet sich in Oświęcim, einer Stadt in der Woiwodschaft Kleinpolen, Polen.

## Lage
Die Burg ist eine Höhenburg, die sich über die Soła, kurz vor ihrer Einmündung in die Weichsel, und die Stadt erhebt. 

## Geschichte
Die Burg wurde in der zweiten Hälfte des 12. Jahrhunderts errichtet, als Oświęcim Teil des Herzogtum Oppeln der Schlesischen Piasten war. Das Amt des Kastellans von Oświęcim entstand um 1177–1179. Anfang des 13. Jahrhunderts ließ Kasimir von Oppeln-Ratibor den Bergfried errichten. 1241 wurden die Stadt und die Burg von den Tataren geplündert. Stadt und Burg wurden danach ausgebaut und stärker befestigt. 1314/1315 wurde die Burg zum Sitz des Herzogtums Auschwitz, das sich vom Herzogtum Teschen löste. Der Herzog Wladislaus von Teschen-Auschwitz nahm seinen Sitz auf der Burg. Johann IV. von Teschen-Auschwitz belagerte die Burg 1453 erfolglos, und das Herzogtum mitsamt der Burg ging 1454 an den polnischen König Kasimir IV. Andreas. 1462 bestätigte der König von Böhmen, der zuvor Lehnsherr über das Herzogtum Auschwitz war, den Erwerb des Herzogtums durch die polnische Krone. 1503 wurde die Burg durch einen Brand beschädigt und bis 1534 im Stil der Renaissance wieder als Schloss restauriert. Während der Schwedischen Sintflut wurde das Schloss 1656 von schwedischen Truppen geplündert und gebrandschatzt. 1805 und 1813 hatte das Schloss unter Überschwemmungen der Soła zu leiden. Es wurde in den Jahren 1904–1906 und 1929–1931 restauriert. Während des Zweiten Weltkriegs wurde das Schloss von der deutschen Besatzungsmacht als Verwaltungsgebäude genutzt. Im Schloss befindet sich derzeit ein Museum.